# Karolina Styczyńska
Karolina Styczyńska (17 de Junho de 1991) é uma jogadora profissional de shogi polonesa. Ela é a primeira pessoa fora do Japão a ser considerada uma profissional pela Associação Japonesa de Shogi.

## Biografia
Karolina Styczyńska começou a se interessar com shogi com 16 anos enquanto lia o mangá Naruto. Ela procurou mais informações sobre as regras do jogo pela Internet, aprendendo a jogar com informações que encontrava em sites e vídeos online. Jogando no site 81Dojo, Madoka Kitao, uma profissional de shogi, notou a performance de Karolina, que a convidou para um jogo profissional de shogi no Japão. Karolina foi até o país em 2012, onde derrotou uma jogadora profissional de shogi.
Em 2017, promovida a 2-kyū, Karolina se torna a primeira polonesa e a primeira pessoa fora do Japão a ser considerada uma profissional de shogi.

### Vida pessoal
Karolina estuda na universidade de Yamanashi Gakuin desde 2013, em Kōfu, na prefeitura de Yamanashi. Em março de 2018, ela terminou seu mestrado. Ela atualmente vive em Tóquio.